# Karaczany Polski
W Polsce stwierdzono 16 gatunków karaczanów, w tym 7 na stanowiskach naturalnych, dwa są synantropami, ale zdolnymi do niekontrolowanego rozprzestrzeniania się, pozostałe to synantropy żyjące w cieplarniach.
- rodzina: Blaberidae
  - podrodzina: Panchlorinae
    - rodzaj: Panchlora
      - gatunek: Panchlora exoleta (Burmeister, 1838)
      - gatunek: Panchlora nivea (Linnaeus, 1758) – karaczan zielony

  - podrodzina: Pycnoscelinae
    - rodzaj: Pycnoscelus
      - gatunek: Pycnoscelus surinamensis (Linnaeus, 1767) – karaczan surinamski

- rodzina: Blattidae – karaczanowate
  - podrodzina: Blattinae
    - rodzaj: Periplaneta – przybyszka
      - gatunek: Periplaneta americana (Linnaeus, 1758) – przybyszka amerykańska
      - gatunek: Periplaneta australasiae (Fabricius, 1775) – przybyszka australijska

    - rodzaj: Blatta
      - gatunek: Blatta orientalis (Linnaeus, 1758) – karaczan wschodni, karaluch

- rodzina: Ectobiidae – zadomkowate
  - podrodzina: Blattellinae – prusakowate
    - rodzaj: Blattella
      - gatunek: Blattella germanica (Linnaeus, 1767) – karaczan prusak

  - podrodzina: Ectobiinae
    - rodzaj: Ectobius – zadomka
      - gatunek: Ectobius erythronotus Burr, 1899 – zadomka żółtoskrzydła
      - gatunek: Ectobius lapponicus (Linnaeus, 1758) – zadomka polna
      - gatunek: Ectobius lucidus (Hagenbach, 1822)
      - gatunek: Ectobius pallidus (Oliver, 1789)
      - gatunek: Ectobius sylvestris (Poda, 1761) – zadomka leśna

    - rodzaj: Ectobiola
      - gatunek: Ectobiola duskei (Aelung, 1904)

    - rodzaj: Phyllodromica
      - gatunek: Phyllodromica maculata (Schreber, 1781) – bezżyłka plamista

  - podrodzina: Nyctiborinae
    - rodzaj: Nyctibora
      - gatunek: Nyctibora brunnea (Thunberg, 1826)
      - gatunek: Nyctibora sericea (Burmeister, 1838)